# Eurovision Asia Song Contest
Eurovision Asia Song Contest bude asijsko-pacifická verze evropské písňové soutěže Eurovision Song Contest, která je vysílána již od roku 1956.

## Pozadí soutěže
V březnu 2016 byla uzavřena smlouva mezi Evropskou vysílací unií (EBU) a australskou televizní stanicí SBS (Special Broadcaster Service). Ta dává právo australské stanici vytvořit vlastní verzi soutěže Eurovision Song Contest, které by se účastnily asijské země. Pravidla a formát asijské Eurovize jsou zatím ve fázi příprav stanice SBS a partnerské televize Blink TV.
V květnu 2016 bylo oznámeno, že účast v soutěži bude mít celkem 68 zemí Asie a Austrálie a oceánie. V červenci 2016 bylo oznámeno, že zatím 4 země mají zájem účastnit se inauguračního ročníku soutěže s provizorním názvem Eurovision Asia Song Contest. Tento seznam obsahuje hostitelskou zemi Austrálii, dále Čínu, Japonsko a Jižní Koreu. V květnu 2017 bylo oznámeno, že Singapur, Hongkong a Austrálie mají zájem hostit inaugurační ročník, který byl kvůli organizačním složitostem a politickým důvodům přeložen na rok 2018. EBU finálně potvrdilo konání soutěže 18. srpna 2017. Jedná se o nejnovější unií oznámenou událostí.
Navzdory původním domněnkám, soutěže se mohou účastnit i země, které nejsou v Asijsko-pacifické vysílací unii (ABU). Produkční tým Blink TV potvrdil, že chce do soutěže zahrnout i země napříč Asií a Pacifikem včetně těch, jejichž veřejnoprávní televize nejsou plnohodnotným členem ABU.

## Formát
První myšlenka asijské Eurovize vzešla v březnu 2016, 18. srpna 2017 byla soutěž definitivně potvrzena. Soutěž by měla být totožná s původní Eurovizí. Jediným rozdílem bude patrně absence 2 semifinálních kol, jejichž výsledkem je v evropské verzi 20 zemí postupujících do finále. V asijské verzi bude tak pouze jedno živé finále.

## Účast
| Rok  | Debutující země                                                                                       |
| ---- | --- |
| 2018 | Austrálie, Čína, Hongkong, Japonsko, Nový Zéland, Singapur, Šalomounovy ostrovy, Jižní Korea, Vanuatu |